# ورنس ان ارگن
ورنس ان ارگن (به فرانسوی: Varennes-en-Argonne) یک کامین در فرانسه است که در Canton of Varennes-en-Argonne واقع شده‌است.

## خصوصیات
ورنس ان ارگن ۱۱٫۸۱ کیلومترمربع مساحت و ۶۹۱ نفر جمعیت دارد و ۱۹۵ متر بالاتر از سطح دریا واقع شده‌است.